# Holly McPeak
Holly McPeak (* 15. Mai 1969 in Hollywood, Los Angeles, Kalifornien) ist eine ehemalige US-amerikanische Beachvolleyballspielerin.

## Karriere
Holly McPeak war in ihrer 20-jährigen Karriere trotz ihrer relativ geringen Körpergröße eine der erfolgreichsten Beachvolleyball-Spielerinnen aller Zeiten. Als 18-Jährige spielte sie 1987 ihr erstes Turnier in Santa Monica. 1996 belegte sie mit Nancy Reno bei den Olympischen Spielen in Atlanta den fünften Platz. 1997 gewann sie mit Lisa Arce die Silbermedaille bei der Weltmeisterschaft in Los Angeles. Bei ihrer zweiten Teilnahme an Olympischen Spielen belegte sie 2000 in Sydney mit Misty May-Treanor erneut Platz fünf. Mit Elaine Youngs erreichte sie 2003 den fünften Platz bei der Weltmeisterschaft in Rio de Janeiro und als Höhepunkt ihrer Karriere 2004 die Bronzemedaille bei ihren dritten Olympischen Spielen in Athen. 2009 beendete sie ihre Karriere nach 72 Turniersiegen, davon 19 FIVB-Titel und 53 nationale Titel.
2009 wurde Holly McPeak in die „Volleyball Hall of Fame“ aufgenommen.